# Nati nel 1904/Novembre
| Questa pagina contiene informazioni ricavate automaticamente dalle voci biografiche con l'ausilio del template Bio e di un bot. L'aggiornamento è periodico e automatico e ricostruisce completamente la pagina. Se manca una persona in questa lista, sei pregato di non aggiungerla, ma accertati piuttosto che la sua voce biografica contenga il template Bio e che i dati anagrafici siano correttamente compilati. Se il template Bio manca, inseriscilo tu stesso o, in alternativa, metti l'avviso {{tmp\|Bio}} che ne segnala la mancanza. Se i dati riportati sono sbagliati, correggi direttamente la voce biografica; le modifiche saranno visibili in questa lista entro pochi giorni. Per chiarimenti vedi il progetto biografie. La lista contiene solo le 134 persone che sono citate nell'enciclopedia e per le quali è stato implementato correttamente il template Bio. Pagina aggiornata al 26 giu 2025. |

- 1º novembre - Laura La Plante, attrice statunitense († 1996)
- 1º novembre - Vezio Orazi, militare, prefetto e dirigente sportivo italiano († 1942)
- 1º novembre - Pippi Starace, pittore italiano († 1977)
- 2 novembre - Antonio Asturi, pittore italiano († 1986)
- 2 novembre - Armando Del Debbio, calciatore e allenatore di calcio brasiliano († 1984)
- 2 novembre - Marino Furlani, calciatore italiano († 1975)
- 2 novembre - Niddy Impekoven, ballerina e attrice tedesca († 2002)
- 2 novembre - Paul L. Strack, numismatico e storico tedesco († 1941)
- 3 novembre - Alberto Carocci, scrittore e giornalista italiano († 1972)
- 3 novembre - Jūlijs Lindenbergs, calciatore lettone
- 3 novembre - Emilio Recoba, calciatore uruguaiano († 1992)
- 3 novembre - Irma Sorter, attrice statunitense († 1968)
- 4 novembre - Don Alvarado, attore statunitense († 1967)
- 4 novembre - Claire Beck Loos, fotografa e scrittrice cecoslovacca († 1942)
- 4 novembre - William Joseph Brennan, vescovo cattolico australiano († 1975)
- 4 novembre - Walter Ciszek, presbitero statunitense († 1984)
- 4 novembre - ʿUmar al-Tilmisānī, politico egiziano († 1986)
- 5 novembre - Brilhante, calciatore brasiliano († 1980)
- 5 novembre - Jānis Daliņš, marciatore lettone († 1978)
- 5 novembre - Ippolito Favaron, calciatore italiano
- 6 novembre - James Hanson, calciatore inglese
- 6 novembre - Selena Royle, attrice statunitense († 1983)
- 6 novembre - Mario Zotta, politico italiano († 1963)
- 7 novembre - Tommaso Ajroldi, politico italiano († 1985)
- 7 novembre - Jean Coulomb, matematico e geofisico francese († 1999)
- 7 novembre - Lester Lee, sceneggiatore statunitense († 1956)
- 7 novembre - Jean Mitry, saggista, critico cinematografico e regista francese († 1988)
- 7 novembre - Álvaro Pereira, calciatore portoghese
- 7 novembre - Gino Rossetti, calciatore e allenatore di calcio italiano († 1992)
- 8 novembre - Robert Degos, medico e dermatologo francese († 1987)
- 8 novembre - Luigi Musajo, chimico italiano († 1974)
- 8 novembre - Elio Pagani, allenatore di calcio e calciatore italiano († 1971)
- 8 novembre - Umberto Spadaro, attore italiano († 1981)
- 9 novembre - Viktor Brack, criminale di guerra tedesco († 1948)
- 9 novembre - Pierre Daudet, storico francese († 1945)
- 9 novembre - William A. Horning, scenografo statunitense († 1959)
- 10 novembre - Thawi Bunyaket, politico thailandese († 1971)
- 10 novembre - Marius Gallottini, ciclista su strada italiano († 2001)
- 10 novembre - Steven Geray, attore ungherese († 1973)
- 10 novembre - Settimo Innocenti, ciclista su strada italiano († 1987)
- 10 novembre - Cesare Rossi, canottiere italiano († 1952)
- 11 novembre - Idilio Dell'Era, poeta, romanziere e saggista italiano († 1988)
- 11 novembre - Camillo Fenili, calciatore italiano († 1973)
- 11 novembre - Alger Hiss, avvocato e diplomatico statunitense († 1996)
- 11 novembre - Joseph Jackson, velocista francese († 1981)
- 11 novembre - John Henry Constantine Whitehead, matematico britannico († 1960)
- 12 novembre - Franca Boni, attrice e soprano italiana († 1967)
- 12 novembre - Ciccio Errigo, poeta italiano († 1988)
- 12 novembre - Gwen Lee, attrice statunitense († 1961)
- 12 novembre - Henri-Irénée Marrou, storico francese († 1977)
- 12 novembre - Emilio Radius, giornalista, romanziere e saggista italiano († 1988)
- 12 novembre - Jacques Tourneur, regista e montatore francese († 1977)
- 12 novembre - Edmund Veesenmayer, generale tedesco († 1977)
- 13 novembre - Luigi Bertolini, allenatore di calcio e calciatore italiano († 1977)
- 13 novembre - Henry C. Potter, regista e produttore teatrale statunitense († 1977)
- 13 novembre - Giulia Giovannelli, scrittrice e poetessa italiana († 1982)
- 13 novembre - Heinrich Hertel, ingegnere aeronautico tedesco († 1982)
- 13 novembre - Peter Yorck von Wartenburg, giurista tedesco († 1944)
- 14 novembre - Valerijonas Balčiūnas, arbitro di calcio e calciatore lituano († 1984)
- 14 novembre - Joseph Lockwood, imprenditore e produttore discografico britannico († 1991)
- 14 novembre - Dick Powell, attore, regista e cantante statunitense († 1963)
- 14 novembre - Arthur Michael Ramsey, arcivescovo anglicano inglese († 1988)
- 15 novembre - Brunolf Baade, ingegnere tedesco († 1969)
- 16 novembre - Nnamdi Azikiwe, scrittore e politico nigeriano († 1996)
- 16 novembre - Carlo Caiano, produttore cinematografico e sceneggiatore italiano († 1993)
- 16 novembre - Giancarlo Cornaggia-Medici, schermidore italiano († 1970)
- 16 novembre - Edmondo Della Valle, calciatore italiano († 1976)
- 16 novembre - Arne Møller, calciatore norvegese († 1963)
- 16 novembre - José Luís de Oliveira, calciatore brasiliano
- 16 novembre - Renée Saint-Cyr, attrice francese († 2004)
- 16 novembre - Mario Salazzari, scultore, partigiano e poeta italiano († 1993)
- 17 novembre - Georges Blind, partigiano francese († 1944)
- 17 novembre - Paul Chaudet, politico svizzero († 1977)
- 17 novembre - Christen Christensen, pattinatore artistico su ghiaccio norvegese († 1969)
- 17 novembre - William H. Hastie, avvocato, giudice e attivista statunitense († 1976)
- 17 novembre - Isamu Noguchi, scultore, architetto e designer statunitense († 1988)
- 17 novembre - Salomėja Nėris, poetessa lituana († 1945)
- 17 novembre - John Spencer Trimingham, islamista britannico († 1987)
- 18 novembre - Mihai Antonescu, politico, criminale di guerra e avvocato rumeno († 1946)
- 18 novembre - Cesare Curcio, politico italiano († 1961)
- 18 novembre - Alva Duer, cestista, allenatore di pallacanestro e dirigente sportivo statunitense († 1987)
- 18 novembre - Gerard Lambrechts, ciclista su strada belga († 1984)
- 19 novembre - Steve Darrell, attore statunitense († 1970)
- 19 novembre - Gennaro de Gemmis, ingegnere, agronomo e bibliografo italiano († 1963)
- 19 novembre - Lippo Hertzka, calciatore e allenatore di calcio ungherese († 1951)
- 19 novembre - Leopold e Loeb, criminale statunitense († 1971)
- 19 novembre - Giovanni Moruzzi, biochimico italiano († 1990)
- 19 novembre - Antonio Vojak, calciatore e allenatore di calcio italiano († 1975)
- 20 novembre - Benny Binion, imprenditore statunitense († 1989)
- 20 novembre - Dionisio Calvo, cestista, nuotatore e allenatore di pallacanestro filippino († 1977)
- 20 novembre - Kuno von Eltz-Rübenach, politico e militare tedesco († 1945)
- 20 novembre - Arnold Gartmann, bobbista svizzero († 1980)
- 20 novembre - Aladár Heppes, militare e aviatore ungherese († 1988)
- 20 novembre - Piero Postini, lottatore italiano († 1978)
- 20 novembre - Pietro Restivo, politico e medico italiano († 2000)
- 21 novembre - Coleman Hawkins, sassofonista statunitense († 1969)
- 21 novembre - Giacinto Solito, regista e montatore italiano († 1991)
- 22 novembre - Theodore Besterman, parapsicologo, bibliografo e traduttore polacco († 1976)
- 22 novembre - Edmond Leveugle, calciatore francese († 1986)
- 22 novembre - Francesco Mercuri, mafioso italiano († 1968)
- 22 novembre - Louis Néel, fisico francese († 2000)
- 22 novembre - Fumio Niwa, scrittore giapponese († 2005)
- 22 novembre - Ottorino Rizzi, politico, partigiano e avvocato italiano († 1952)
- 22 novembre - Roland Winters, attore statunitense († 1989)
- 23 novembre - Achille Cajafa, avvocato italiano († 1959)
- 23 novembre - Ethlyne Clair, attrice statunitense († 1996)
- 23 novembre - Ludwig Rellstab, scacchista tedesco († 1983)
- 23 novembre - Aleksandr Ivanovič Vvedenskij, poeta e drammaturgo russo († 1941)
- 24 novembre - Angelo De Luca, politico italiano († 1975)
- 24 novembre - Luigi Rovati, pugile italiano († 1989)
- 24 novembre - Rein de Waal, hockeista su prato olandese († 1985)
- 24 novembre - Augusto Zanzi, ciclista su strada italiano († 1979)
- 25 novembre - Ba Jin, scrittore cinese († 2005)
- 25 novembre - Alessandro Bonsanti, scrittore e politico italiano († 1984)
- 25 novembre - Lillian Copeland, discobola, giavellottista e pesista statunitense († 1964)
- 25 novembre - Toni Ortelli, alpinista, direttore di coro e compositore italiano († 2000)
- 25 novembre - John Summerson, storico dell'architettura britannico († 1992)
- 27 novembre - Ercole Bodini, calciatore e allenatore di calcio italiano († 1962)
- 27 novembre - Norberto Sopranzi, saggista, drammaturgo e scrittore italiano († 1985)
- 27 novembre - Eddie South, violinista statunitense († 1962)
- 28 novembre - Du Yuming, generale e politico cinese († 1981)
- 28 novembre - Mario Giustarini, politico e partigiano italiano († 2002)
- 28 novembre - Hugo Hofstad, dirigente sportivo e calciatore norvegese († 1979)
- 28 novembre - Helen Jepson, soprano statunitense († 1997)
- 28 novembre - Gjon Mili, fotografo albanese († 1984)
- 28 novembre - Nancy Mitford, scrittrice e biografa britannica († 1973)
- 28 novembre - Andrej Mráz, critico letterario, storico della letteratura e drammaturgo slovacco († 1964)
- 29 novembre - Henryk Budziński, canottiere polacco († 1983)
- 29 novembre - Héctor Castro, allenatore di calcio e calciatore uruguaiano († 1960)
- 29 novembre - Emanuele Cavalli, pittore e fotografo italiano († 1981)
- 29 novembre - Giuseppe Cavalli, fotografo italiano († 1961)
- 29 novembre - Marco Antonio Fusco, politico italiano
- 29 novembre - Kay Johnson, attrice statunitense († 1975)
- 30 novembre - Clyfford Still, pittore statunitense († 1980)